# 1937 en Suisse
Chronologie de la Suisse
- 1933
- 1934
- 1935
- 1936
- 1937
- 1938
- 1939
- 1940
- 1941

Chronologie de la Suisse
1936 en Suisse - 1937 en Suisse - 1938 en Suisse

## Gouvernement au1erjanvier 1937
- Conseil fédéral[1]:
  - Giuseppe Motta PDC, président de la Confédération
  - Johannes Baumann PRD, vice-président de la Confédération
  - Philipp Etter PDC
  - Hermann Obrecht PRD
  - Rudolf Minger UDC
  - Marcel Pilet-Golaz PRD
  - Albert Meyer PRD

## Évènements

### Janvier
Mercredi 13 janvier 
- L’Université de Lausanne décerne le titre de docteur honoris cause à Benito Mussolini.

 Dimanche 17 janvier 
- Fermeture de la ligne ferroviaire Bülach (ZH) – Baden (AG) en raison d’un nombre insuffisant d’usagers.

 Lundi 25 janvier 
- À la sortie d’une conférence de l’ancien conseiller fédéral Jean-Marie Musy à La Chaux-de-Fonds (NE) des bagarres éclatent entre les Jeunesses communistes et les Jeunesses nationales. Dans la bousculade, le chef des Jeunesses nationales succombe à une crise cardiaque.

### Février
Samedi 13 février 
- Décès à Arlesheim (BL), à l’âge de 69 ans, du poète, journaliste et vulgarisateur scientifique Carl Albrecht Bernoulli.

 Mercredi 17 février 
- Le diplomate Carl Jacob Burckhardt est nommé commissaire de la Société des Nations pour la ville libre de Danzig.

 Mardi 23 février 
- Mandaté par Giuseppe Motta, président de la Confédération, l’ancien conseiller fédéral Edmund Schulthess rencontre Adolf Hitler lors d’un voyage privé à Berlin. Le chancelier du Reich lui confirme l’existence, à ses yeux, de la neutralité suisse,

 Jeudi 25 février 
- Décès à Lausanne, à l’âge de 68 ans, du Lucy Dutoit, cofondatrice de l'Association suisse pour le suffrage féminin.

### Mars
Samedi 13 mars 
- Pour lutter contre le chômage, le Conseil d’État du valaisan promulgue un arrêté interdisant l'emploi de la pelle mécanique dans tout le canton. Cet arrêté sera cassé par le Tribunal fédéral.

 Mercredi 17 mars 
- Décès à Berne, à l’âge de 65 ans, de l’écrivain Johannes Jegerlehner.

### Avril
Jeudi 8 avril 
- À Rome, une délégation de l’Université de Lausanne remet le grade de docteur honoris causa à Benito Mussolini.

 Mardi 20 avril 
- Décès à Davos (GR), à l’âge de 43 ans, de l’écrivain Hugo Marti.

 Dimanche 25 avril 
- Les électeurs du canton de Neuchâtel approuvent une loi interdisant les organisations communistes ou subversives.

### Mai
Dimanche 9 mai 
- Décès en Styrie, à l’âge de 43 ans, de l’écrivain et voyageur Walter Mittelholzer.

 Samedi 15 mai 
- Signature à Neuchâtel, de la convention de Paix du travail, entre employeurs et ouvriers de l’industrie horlogère.

### Juin
Mercredi 2 juin 
- Première à Zurich de Lulu, opéra inachevé d’Alban Berg.

 Lundi 7 juin 
- Une ordonnance du Conseil fédéral crée un Registre du commerce.

 Jeudi 10 juin 
- Swissair met en service son premier DC-3 entre Zurich et Londres.

### Juillet
Samedi 10 juillet 
- Inauguration de la plage de Bellerive à Lausanne. Le chantier s’est inscrit dans un plan de  lutte contre le chômage, aucune machine n’y a été admise afin de favoriser l’emploi.

 Lundi 19 juillet 
- Signature de la Convention de paix de l’industrie suisse des machines et métaux. L’Association suisse des constructeurs de machines et industriels en métallurgie et la Fédération des ouvriers sur métaux et horlogers renoncent à tout moyen de combat.
- Décès à Macolin (BE), à l’âge de 67 ans, de Marguerite Gobat, cofondatrices d’organisation féministes.

### Août
Samedi 7 août 
- Le Suisse Karl Litschi remporte le Tour de Suisse cycliste.

 Mardi 31 août 
- La Suisse ratifie l’Arrangement provisoire de la Société des Nations concernant le statut des réfugiés provenant d'Allemagne.
- Décès à Zurich, à l’âge de 88 ans, du géologue Albert Heim.

### Septembre
Jeudi 2 septembre 
- Décès à Lausanne, à l’âge de 72 ans, de Pierre de Coubertin, initiateur des Jeux olympiques modernes.

 Samedi 4 septembre 
- Assassinat à Lausanne, d’Ignace Reiss, un espion soviétique qui aurait trahi Staline.

Vendredi 10 septembre
- Début de la Conférence de Nyon sur la piraterie internationale en mer Méditerranée

 Jeudi 16 septembre 
- Première à Zurich de Via Mala, pièce tirée du roman de John Knittel.

### Octobre
Jeudi 21 octobre 
- Décès à Paris, à l’âge de 45 ans, du journaliste Maurice de Rameru.

 Vendredi 22 octobre 
- Un arrêté du Conseil fédéral institue une aide en faveur des entreprises privées de chemin de fer et de navigation dont l'exploitation est compromise par la crise.

### Novembre
Dimanche 21 novembre 
- La police disperse à Versoix (GE) une réunion de royalistes français à laquelle participe Jean d’Orléans.

 Dimanche 28 novembre 
- Votations fédérales. Le peuple rejette, par 515 327 non (68,7 %) contre 234 980 oui (31,3 %), l’Initiative populaire « Interdiction des sociétés franc-maçonniques ».

### Décembre
Vendredi 10 décembre 
- Le professeur Paul Karrer reçoit le Prix Nobel de chimie, dont il est le colauréat avec Walter Norman Haworth.

 Mercredi 22 décembre 
- Premier tirage de la Loterie Romande au Théâtre de Sion (Valais).